# بیلی می (بازیکن فوتبال)
بیلی می (انگلیسی: Billy May; ۲۶ سپتامبر ۱۸۶۵ – ۱۳ اکتبر ۱۹۳۶) بازیکن فوتبال اهل بریتانیا بود.
از باشگاه‌هایی که در آن بازی کرده‌است می‌توان به باشگاه فوتبال نوتس کانتی اشاره کرد.